# 普斯陶索博爾奇
普斯陶索博爾奇是匈牙利的城鎮，位於該國中部，由費耶爾州負責管轄，面積51.67平方公里，2011年人口6,082，其中約一半居民信奉天主教。

## 友好城市
- 德国施陶芬贝格
- 羅馬尼亞多羅班齊鄉

## 外部連結
- Street map （匈牙利文）